# سانا مارين
سَانَّا مِيرِيلَا مَارِينْ (بالفنلندية: Sanna Mirella Marin) (من مواليد 16 نوفمبر 1985)، هي سياسيّة فنلندية و‌رئيسة وزراء فنلندا، وعضوة في الحزب الاشتراكي الديمقراطي الفنلندي ونائبة في البرلمان الفنلندي منذ عام 2015 و وزيرة النقل والاتصالات ‏ منذ 6 يونيو 2019 وحتى 10 ديسمبر 2019.
بعد أن ترك أنتي رين ‏ منصبهُ كرئيسٍ للوزراء؛ اختارَ الحزبُ الاشتراكي الديمقراطي في فنلندا مارين كمرشحةٍ لمنصبِ رئيس الوزراء الجديد في 8 ديسمبر 2019، بعد أن أكدها البرلمان، أصبحت مارين أصغر رئيسة وزراء في العالم حالياً وأصغر رئيسة وزراء في تاريخ فنلندا وثالثُ رئيسة وزراء في فنلندا.

## مسيرة مهنية
وُلدت مارين في هلسنكي وعاشت في إسبو  وبيركالا  قبل أن تَنتقل إلى تامبيري، وفيها تخرجت في جامعة تامبيري مع درجة الماجستير في العلوم الإدارية في عام 2017، وبحلول عام 2012؛ انتُخبت سانَّا لمجلسِ مدينة تامبيري، وظلَّت رئيسة مجلس المدينة من 2013 إلى 2017، وفي عام 2017 أُعيد انتخابها لمجلس المدينة، وهي عضوٌ في جمعية مجلس منطقة تامبيرى والمعروفة باسم منطقة بيركنما ايضًا ، وقد انتُخبت مارين نائبةً ثانيةً لرئيسِ الحزب الاشتراكي الديمقراطى في عام 2014،، وانتُخبت في عام 2015  لعضوية البرلمان الفنلندي من الدائرة الانتخابيّة في بيركانما. ثم أُعيد انتخابها بعد أربع سنوات  ومن ثمَّ أصبحت في 6 يونيو 2019 وزيرة النقل والاتصالات حتى 10 ديسمبر 2019، بعدها أصبحت رئيسة وزراء فنلندا.

## الحياة الشخصية
مارين هي ابنة لأبوينِ مثليين. في يناير 2018، رزقت مارين وخطيبها لاعب كرة القدم ماركوس رايكونن بابنة إيما. في أغسطس 2020، تزوج مارين ورايكونن، اللذان يعملان في مجال الاتصالات، في المقر الرسمي لرئيس الوزراء، كيسارانتا. يقع مكان إقامتهم الدائم في منطقة كاليفا في تامبيري، ولكن خلال جائحة كوفيد -19، أقاموا في كيسارانتا. لقد أوضحت أنه إذا كان الأمر متروكًا لها، فإنها ستنتقل إلى الريف.
تصف مارين نفسها بأنها تنحدر من «عائلة قوس قزح»، حيث نشأت من قبل أبوين من نفس الجنس. كانت أول فرد في عائلتها يلتحق بالجامعة.
مارين نباتية.

## روابط خارجية
- سانا مارين على موقع IMDb (الإنجليزية)
- سانا مارين على موقع مونزينجر (الألمانية)
- سانا مارين على موقع قاعدة بيانات الفيلم (الإنجليزية)